# گوردونا
گوردونا (به ایتالیایی: Gordona) یک کومونه در ایتالیا است که در استان سوندریو واقع شده‌است.

## خصوصیات
گوردونا ۴۹٫۰ کیلومترمربع مساحت و ۱٬۷۷۰ نفر جمعیت دارد.